# توفيق الطويل
 توفيق الطويل (15 مارس 1909 - 1991)م. أستاذ كرسي الأخلاق بقسم الدراسات الفلسفية والنفسية بكلية الآداب بجامعة القاهرة، وقد شغل الوظائف التالية:
- معيد 1939
- مدرس 1947 بجامعة الإسكندرية
- أستاذ مساعد 1949 بجامعة الإسكندرية
- أستاذ 1962 بجامعة القاهرة
- وكيل للكلية 1964
- أستاذ غير متفرغ من أكتوبر 1974 حتى أكتوبر 1987
- أستاذ متفرغ بناءً على طلب قسم الفلسفة بآداب القاهرة تقديرًا لعطائه العلمي الفلسفي
- عضو بمجلس الكلية للأعوام الدراسية من 80 إلى 82

## الهيئات التي ينتمي إليها
- عضو مجمع اللغة العربية بالقاهرة.
- مقرر لجنة الفلسفة سابقًا بالمجلس الأعلى للثقافة بالقاهرة.
- عضو بالمجلس القومي.

## المترجمات
- الفلسفة والإلهيات في كتاب تراث الإسلام لألفريد جيوم
- الدين والتاريخ والفلسفة
- من تاريخ علم الأخلاق (مع آخرين)

## المؤلفات
- التصوف في مصر إبان العصر العثماني، عام 1939.
- قصة الاضطهاد الديني، عام 1951.
- مذهب المنفعة العامة في فلسفة الأخلاق، عام 1953.
- الفكر الديني الإسلامي في المائة عام الأخيرة، عام 1962.
- أسس الفلسفة، عام 1979.
- فلسفة الأخلاق: نشأتها وتطورها، عام 1979.
- قصة النزاع بين الدين والفلسفة، 1979 .
- في تراثنا العربي الإسلامي، سلسلة عالم المعرفة، الكويت، مارس 1985.[4]
- الفلسفة في مسارها التاريخي، سلسلة كتابك (العدد 7)، القاهرة: دار المعارف، ISBN 977-246-990-1.
- قصة الكفاح بين روما وقرطاجة.
- قضايا في رحاب الفلسفة والعلم.
- علم الغيب في العالم القديم.

بالإضافة إلى العديد من الأبحاث المنشورة في المجلات العلمية.

## الجوائز والأوسمة
جائزة الدولة التقديرية في العلوم الاجتماعية من المجلس الأعلى للثقافة، عام 1983.

## كتب ودراسات عنه
- الدكتور توفيق الطويل مفكرا عربيا ورائدا للفلسفة الخلقية: بحوث عنه ودراسات مهداة، إشراف وتصدير: عاطف العراقي، المجلس الأعلى للثقافة، لجنة الفلسفة، القاهرة، 1995.